# Симонс, Кит
Кристофер Кит Джеремайя Симонс (англ. Christopher Jeremiah "Kit" Symons ; род. 8 марта 1971, Бейсингсток, Гэмпшир) — валлийский футболист английского происхождения, играющий на позиции защитника, тренер.

## Карьера
Смонс родился в Бейзингстоуке, Хэмпшир. Он сыграл более 100 матчей в лиге за каждый из своих первых трех клубов: «Портсмут», «Манчестер Сити» и «Фулхэм». За последний он играл до декабря 2001 года, а затем был подписан «Кристал Пэлас» за 400 000 фунтов стерлингов, клубом, в котором он закончил свою карьеру после 60 матчей.

### Международная карьера
Саймонс сыграл 36 матчей за Уэльса, забив дважды. Его первое появление было против Ирландской Республики 19 февраля 1992 года, а последнее было 6 октября 2001 года против Беларуси. Симонс, несмотря на то, что родился в Англии, мог играть в Уэльсе, потому что его отец был из уэльского Кардиффа.